# عبد العزيز الكواري
عبد العزيز الكواري مواليد 13 نوفمبر 1979، هو سائق راليات قطري بدأ مسيرته في سنة 2012. كان أول رالي له هو رالي أكروبوليس 2012. تسابق في بطولة العالم للراليات. شارك في رالي التحدي عبر القارات.